# Peltacanthina cribrosa
Peltacanthina cribrosa är en tvåvingeart som beskrevs av Günther Enderlein 1912. Peltacanthina cribrosa ingår i släktet Peltacanthina och familjen bredmunsflugor. Inga underarter finns listade i Catalogue of Life.